# Jurij Čerednik
Jurij Konstantinovič Čerednik (in russo Ю́рий Константи́нович Чередни́к?; Chișinău, 25 giugno 1966) è un allenatore di pallavolo ed ex pallavolista sovietico, dal 1991 russo.
Giocava nel ruolo di schiacciatore. Allena la Dinamo Mosca.

## Carriera

### Giocatore
Nato a Chișinău, a 7 anni si sposta con la famiglia a Leningrado. Ha giocato fino al 1992 nel Volejbol'nyj Klub Avtomobilist Leningrado vincendo due Coppe CEV nel 1988 e nel 1989.
Successivamente si è trasferito in Italia giocando, rispettivamente, nel Volley Prato, nella Lube Macerata, nella Zinella Bologna, nella 4 Torri Ferrara, nella Latina Volley, nella Tomei Livorno, nella Callipo Vibo Valentia (con cui vince una Coppa Italia di Serie A2) e nella Stilcasa Taviano.
Ritorna in Russia nel 2004 per giocare due stagioni nel NOVA. Chiude la sua carriera da giocatore nella squadra con cui aveva cominciato, l'Avtomobilist, ora denominato Spartak Leningrado.
Con la nazionale sovietica ha vinto un argento alle Olimpiadi, e inoltre una Coppe del Mondo e due Campionati Europei.

### Allenatore
Inizia la carriera di allenatore nel 2009 nella Dinamo Mosca con cui raggiunge, l'anno successivo, la finale di Champions League, persa contro la Trentino Volley.
Dal 2014 al 2018 allena lo Enisej. Nella stagione seguente allena la Dinamo Mosca.

## Palmarès

### Club
- Campionato russo: 1

1992
- Coppa dell'Unione Sovietica: 1

1989
- Coppa CEV: 2

1987-88, 1988-89
- Coppa Italia di Serie A2: 3

2002-03

### Nazionale (competizioni minori)
- Goodwill Games 1990

### Premi individuali
- 1993 - Trofeo Gazzetta: Miglior giocatore del campionato italiano